# Yayma Boulet
Yayma Boulet Peillón (L'Avana, 14 aprile 1983) è una cestista cubana.

## Carriera
Con Cuba ha disputato i Campionati mondiali del 2006 e quattro edizioni dei Campionati americani (2001, 2003, 2005, 2007).